# Society of American Indians

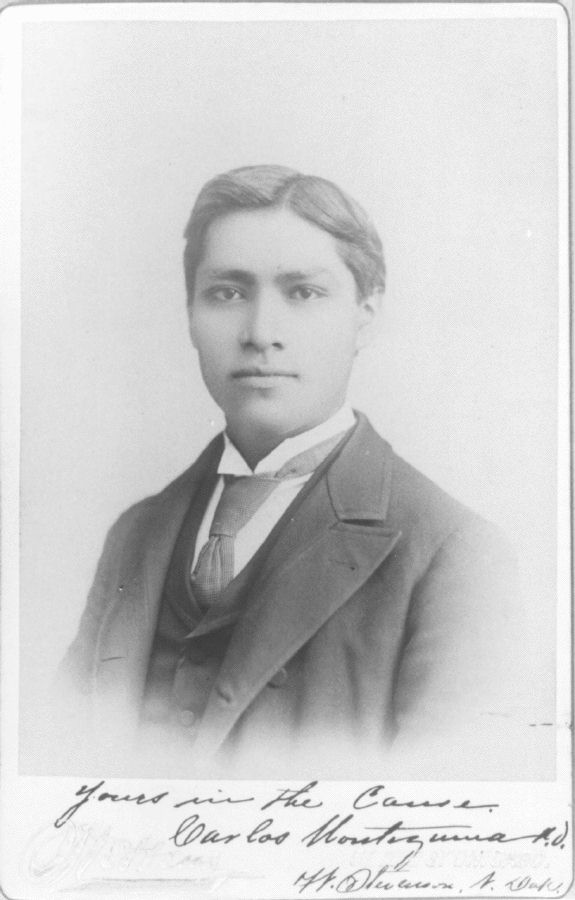
Foto de Carlos Montezuma en 1890, membre de la Society of American Indians

La Society of American Indians fou el primer grup organitzat de caràcter progressista per a defensar els drets dels amerindis nord-americans, en resposta a l'aplicació de la Llei Dawes del 1888, que permetia la parcel·lació de terra ameríndia per a vendre-la als no amerindis i, a la llarga, els empentava a l'assimilació i l'aculturació.

## Història
La societat fou fundada a Columbus el 1911 per 50 amreindis, la majoria d'ells homes i dones professionals de classe mitjana. Va ser establert per fer front als problemes que enfronten els indígenes americans com ara les formes de millorar la salut, l'educació, els drets civils, i el govern local. Els sis membres fundadors foren Carlos Montezuma (yavapai-apatxe), Charles Eastman (dakota), Thomas L. Sloan (omaha), Charles E. Dagenett (peoria), Laura Cornelius (oneida), i el cap Henry Standing Bear (Oglala lakota). El professor Fayette McKenzie de la Universitat Estatal d'Ohio fou el catalitzador de l'organització, en la creença en el "lideratge natiu ... basada en la raça, més que en la tribu."
L'antropòleg seneca Arthur C. Parker fou elegit primer secretari de la SAI. Ell va prendre acta de la primera conferència de la SAI, celebrada a Columbus (Ohio) el 1911. Divuit activistes indígenes es van reunir per crear una plataforma per a la millora dels drets i el benestar de tots els amerindis. Els objectius del grup eren "fomentar el lideratge indígena, promoure l'autoajuda i l'assimilació dels indis i encoratjar-los a exhibir orgull de la seva raça."
John Oskison (cherokee), editor de la revista Collier's i Angel De Cora (winnebago), instructor d'art a la Carlisle Indian Industrial School foren comissionats per crear l'emblema de la SAI.
La Society of American Indians s'oposava a les demostracions del Salvatge Oest fetes per companyies de teatre, circs i la majoria de les empreses cinematogràfiques. La Societat creia que aquests espectacles teatrals eren desmoralitzadors i degradants per als indis, i desencoratjaven els indis del "Wild Westing". Chauncey Yellow Robe va escriure que "els indis havien de ser protegits de la maledicció dels esquemes de la demostració del Salvatge Oest, on els indígenes han rebut la tassa de verí de l'home blanc i s'han tornat borratxos."
Quan s'aprovà la Dawes General Allotment Act en 1887 va resultar ser un desastre per als nadius americans. En menys de 50 anys els nadius americans van perdre més de dos terços de les seves terres. La Llei Dawes forçava l'assimilació, que va provocar la renúncia per part dels nadius americans a la seva propietat de les terres tribals a favor de la propietat privada. Això es convertiria en un problema intern de la Society of American Indians.
Un dels membres més importants de la societat, l'historiador seneca Arthur C. Parker, va instar als nadius americans "a la vaga en els deures de la vida moderna i trobar cada dret dels que se'ls havia privat abans." Mentre que alguns membres van recolzar l'enfortiment dels valors tribals, la majoria afavorien l'assimilació completa. Les postures moderades de la Societat en la majoria dels problemes locals van provocar disputes entre els membres, el que debilita l'organització.
Van rebre el suport del medallista olímpic amerindi James Francis Thorpe i condemnaren l'ús pejoratiu de certs termes en llengües ameríndies (buck o squaw, entre d'altres).
Més tard Carlos Montezuma, un yavapai-apatxe, cridà la societat a criticar el BIA per protestar contra la situació en què es trobaven les reserves. La majoria dels membres ho rebutjaren perquè no s'atreviren a dur una crítica frontalment antigovernamental, i cap al 1923 la influència de la Societat es va diluir. L'organització finalment es va dissoldre en els anys 1930.
Si bé la Societat no va durar molt de temps, va constituir un fòrum per als líders indígenes i una base per a posteriors intents per millorar les condicions per als nadius americans.